# Jujubee
Jujubee, nome artístico de Airline Inthyrath, (21 de junho de 1984) é uma drag queen americana e apresentadora de reality show de Boston, Massachusetts. Ela é mais conhecida como concorrente na segunda temporada de RuPaul's Drag Race e na primeira e quinta temporada RuPaul's Drag Race: All Stars. 

## Carreira

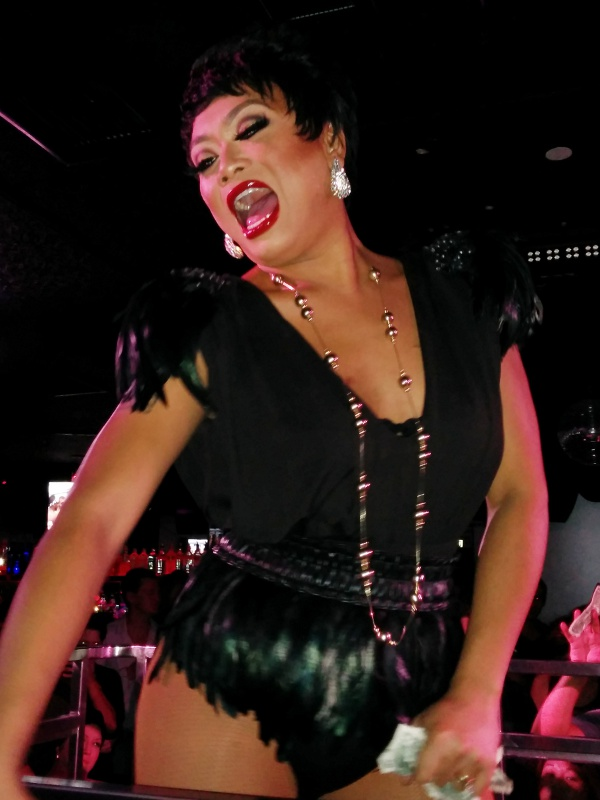
Jujubee performando " Heart Attack " de Demi Lovato